# ディーディー・トロッター
ディーディー・トロッター（De'Hashia Tonnek ("DeeDee") Trotter、1982年12月8日 - ）は、アメリカ合衆国の陸上競技選手。2004年アテネオリンピックの金メダリストである。カリフォルニア州サンバーナーディーノ郡トゥエンティナイン・パームズ出身。

## 経歴
トロッターは、400mを専門に活躍している選手である。2003年にパリで開催された世界選手権に出場し、400mは準決勝で敗退したものの、4×400mリレーでは、予選でアメリカの第2走者として走り、アメリカの優勝に貢献した。
2004年のアテネオリンピックでも400mと4×400mリレーに出場。400mは50秒00で5位に終わったものの、4×400mリレーは、アメリカの第1走者を務め、3分19秒01で、モニーク・ヘンダーソン、サーニャ・リチャーズ、モニーク・ヘンナガンとともに、金メダルを獲得した。
2005年のヘルシンキの世界選手権でも、400mと4×400mリレーに出場。400mはオリンピックと同じく5位となったが、リレーでは、トロッターが出場していない予選でバトンパスをミスしたため、走る機会がなかった。
トロッターは、2007年の全米選手権の400mで49秒64の自己ベストを出し優勝。しかし、大阪の世界陸上ではまたも5位に終わった。一方、4×400mリレーでは3分18秒55で優勝。世界選手権で初めての金メダルを獲得した。翌2008年の北京オリンピックにも400mに出場したが準決勝で敗退している。

## 自己ベスト
- 100m - 11秒65 (2002年)
- 200m - 22秒85 (2013年)
- 400m - 49秒64 (2007年)

## 主な実績
| 年   | 大会                               | 場所                     | 種目         | 結果      | 記録      |
| ---- | ---------------------------------- | ------------------------ | ------------ | --------- | --------- |
| 2003 | 世界陸上選手権                     | パリ(フランス)           | 400m         | 5位（sf） | 51秒68    |
| 2003 | 世界陸上選手権                     | パリ(フランス)           | 4×400mリレー | 1位（sf） | 3分24秒57 |
| 2004 | オリンピック                       | アテネ(ギリシャ)         | 400m         | 5位       | 50秒00    |
| 2004 | オリンピック                       | アテネ(ギリシャ)         | 4×400mリレー | 1位       | 3分19秒01 |
| 2004 | IAAFワールドアスレチックファイナル | モンテカルロ(モナコ)     | 400m         | 3位       | 50秒60    |
| 2005 | 世界陸上選手権                     | ヘルシンキ(フィンランド) | 400m         | 5位       | 51秒14    |
| 2005 | IAAFワールドアスレチックファイナル | モンテカルロ(モナコ)     | 400m         | 3位       | 50秒64    |
| 2007 | 世界陸上選手権                     | 大阪(日本)               | 400m         | 5位       | 50秒17    |
| 2007 | 世界陸上選手権                     | 大阪(日本)               | 4×400mリレー | 1位       | 3分18秒55 |
| 2008 | オリンピック                       | 北京(中国)               | 400m         | 7位（sf） | 51秒87    |
| 2012 | オリンピック                       | ロンドン(イギリス)       | 400m         | 3位       | 49秒72    |

- sfは準決勝